# Bahçeşehir Koleji Spor Kulübü
O Bahçeşehir Koleji Spor Kulübü, conhecido também como Bahçeşehir Red Dragons ou Bahçeşehir Koleji em virtude de patrocinadores, é um clube de basquetebol baseado em Istambul, Turquia que atualmente disputa a BSL (Turquia) e a EuroCopa. Manda seus jogos no Sinan Erdem Dome com capacidade para 16.000 espectadores.

## Histórico de Temporadas
| Temporada | Nível | Liga | Pos. | J     | PL  | Resultado                 | Competições internacionais |
| --------- | ----- | ---- | ---- | ----- | --- | ------------------------- | -------------------------- |
| 2014-15   | 3     | TB3L | 2    | 17-5  | 5-1 | Promovidocampeão          |                            |
| 2015-16   | 2     | TBL  | 2    | 25-9  | 4-3 | Semifinalista             |                            |
| 2016-17   | 2     | TBL  | 6    | 22-12 | 2-4 | 4º colocado no Final Four |                            |
| 2017-18   | 2     | TBL  | 6    | 22-12 | 6-4 | Finalistaplayoffs         |                            |
| 2018-19   | 1     | BSL  | 9    | 13-15 |     |                           |                            |
| 2019-20   | 1     | BSL  | 13   | 7-16  |     |                           | 4 Copa europeia SF         |
| 2020-21   | 1     | BSL  | 12   | 10-20 |     |                           | 2 EuroCopa TR (2v-8d)      |
| 2021-22   | 1     | BSL  | 6    | 17-13 | 0-2 | Quartas de finais         | 4 Copa europeiaCampeão     |
| 2022-23   | 1     | BSL  | 9    | 13-17 |     |                           | 3 Liga dos campeõesTop 16  |
| 2023-24   | 1     | BSL  | 13   | 12-18 |     |                           | 4 Copa europeiaFinalista   |
| 2024-25   | 1     | BSL  |      |       |     |                           | 2 EuroCopa                 |

fonte:eurobasket.com

## Títulos

### Copa Europeia da FIBA
- Campeão (1): 2021-22[6]
- Finalista (1): 2023-24[7]

### Terceira divisão
- Campeão (1):2014-15